# Arbre binari de cerca
En ciències de la computació, un arbre binari de cerca (BST, de l'anglès Binary Search Tree) és un tipus particular d'arbre binari que presenta una estructura de dades en forma d'arbre.

## Descripció
Un arbre binari de cerca és un arbre binari definit de la següent manera:
| Tot arbre buit és un arbre binari de cerca. Un arbre binari no buit, d'arrel R, és un arbre binari de cerca si: - En cas de tenir subarbre esquerre, l'arrel R ha de ser major que el valor màxim emmagatzemat al subarbre esquerre, i que el subarbre esquerre sigui un arbre binari de cerca. - En cas de tenir subarbre dret, l'arrel R ha de ser menor que el valor mínim emmagatzemat al subarbre dret, i que el subarbre dret sigui un arbre binari de cerca. |

Dit de manera resumida, és un arbre binari en què el subarbre esquerre de qualsevol node (si no buit) conté valors menors que el que conté aquest node, i el subarbre dret (si no buit) conté valors més grans. Per tant, segons aquesta definició, hi ha una relació d'ordre establerta entre els elements dels nodes. Que certa relació estigui definida, o no, depèn de cada llenguatge de programació. D'aquí es dedueix que hi pot haver diferents arbres binaris de cerca per a un mateix conjunt d'elements.
L'alçada total de l'arbre (h) al pitjor dels casos tindrà la mateixa mida que el nombre d'elements disponibles. I en el millor dels casos ve donada per l'expressió {\displaystyle h=\lceil \log _{2}(c+1)\rceil }, on {\displaystyle \lceil \cdot \rceil } indica arrodoniment a l'alça.

Exemple d' Arbre Binari de Cerca

L'interès dels arbres binaris de cerca és que el seu recorregut en inorder proporciona els elements ordenats de forma ascendent i que la recerca d'algun element sol ser molt eficient.
Depenent de les necessitats de l'usuari que tracti amb una estructura d'aquest tipus es podrà permetre la igualtat estricta en algun, en cap o en ambdós subarbres que pengen de l'arrel. Permetre l'ús de la igualtat provoca l'aparició de valors dobles i fa la recerca més complexa.
Un arbre binari de cerca no deixa de ser un cas particular d'arbre binari. Amb la següent especificació d'arbre binari en Maude:
```
fmod TREE-BINARY {X :: TRIV} is
 sorts TreeBinNV{X} TreeBin{X} .
 subsort TreeBinNV{X} < TreeBin{X} .
 *** generadors
 op create : -> TreeBin{X}[ctor] .
 op treeBin : X$Elt TreeBin{X} TreeBin{X} -> TreeBinNV{X}[ctor] .
endfm
```

podem fer la següent definició per a un arbre binari de cerca (també en Maude):
```
fmod TREE-BINARY-SEARCH {X :: ORDER} is
 protecting TREE-BINARY{VOrder}{X} .
 sorts BST{X} BSTNV{X} .
 subsort BSTNV{X} < BST{X} .
 subsort BST{X} < TreeBin{VOrder}{X} .
 subsort BSTNV{X} < TreeBinNV{VOrder}{X} .
 *** generadors
 op create : -> TreeBin{X}[ctor] .
 op treeBin : X$Elt TreeBin{X} TreeBin{X} -> TreeBinNV{X}[ctor] .
endfm
```

amb la següent teoria d'ordre:
```
fth ORDER is
 Protecting BOOL .
 sort ELT .
 *** operacions
 op _ <_: ELT ELT → Bool .
endfth
```

Perquè un arbre binari pertanyi al tipus arbre binari de cerca ha de complir la condició d'ordenació següent que aniria al costat del mòdul TREE-BINARY-SEARCH:
```
var R : X$Elt .
vars INV DNV : BSTNV{X} .
vars I D : BST{X} .
mb create : BST{X} .
mb treeBin(R, create, create) : BSTNV{X} .
cmb treeBin(R, INV, create) : BSTNV{X} if R > max(INV) .
cmb treeBin(R, create, DNV) : BSTNV{X} if R < min(DNV) .
cmb treeBin(R, INV, DNV) : BSTNV{X} if (R > max(INV)) and (R < min(DNV)) .
ops min max : BSTNV{X} -> X$Elt .
eq min(treeBin(R, create, D)) = R .
eq min(treeBin(R, INV, D)) = min(INV) .
eq max(treeBin(R, I, create)) = R .
eq max(treeBin(R, I, DNV)) = max(DNV) .
```

Implementació en Python:
```
class
 
node
:

 
left
,
 
right
,
 
data
 
=
 
None
,
 
None
,
 
0

 
def
 
__init__
(
self
,
 
data
):

 
# Crea un node

 
self
.
left
 
=
 
None

 
self
.
right
 
=
 
None

 
self
.
data
 
=
 
data

class
 
binaryTree
:

 
def
 
__init__
(
self
):

 
# Inicia l'arrel

 
self
.
root
 
=
 
None

 
def
 
insertNode
(
self
,
 
data
):

 
# Crea un nou node i el retorna

 
return
 
node
(
data
)

 
def
 
insert
(
self
,
 
root
,
 
data
):

 
# Inserta un valor nou a l'arbre

 
if
 
root
 
==
 
None
:

 
# Si no hi ha nodes a l'arbre, l'agrega

 
return
 
self
.
insertNode
(
data
)

 
else
:

 
# Si hi ha nodes a l'arbre, el recorre

 
if
 
data
 
<=
 
root
.
data
:

 
# Si el valor és menor que el guardat, va al subarbre esquerre

 
root
.
left
 
=
 
self
.
insert
(
root
.
left
,
 
data
)

 
else
:

 
# Si no, va al subarbre dret

 
root
.
right
 
=
 
self
.
insert
(
root
.
right
,
 
data
)

 
return
 
root

```

## Operacions
Totes les operacions realitzades sobre arbres binaris de cerca estan basades en la comparació dels elements o clau dels mateixos, per la qual cosa cal una subrutina, que pot estar predefinida en el llenguatge de programació, que els compari i pugui establir una relació d'ordre entre ells, és a dir, que donats dos elements sigui capaç de reconèixer quina és major i quina menor.
Es parla de clau d'un element perquè en la majoria dels casos el contingut dels nodes serà un altre tipus d'estructura i cal que la comparació es faci sobre algun camp al que s'anomena clau.

### Cerca
La cerca a l'arbre consisteix en accedir a l'arrel; si l'element a localitzar coincideix amb aquest llavors la cerca es dona per conclosa, si l'element és menor es busca en el subarbre esquerre i si és major en el dret. Si s'arriba a un node fulla i l'element no ha estat trobat, se suposa que no existeix en l'arbre.
Cal destacar que la cerca en aquest tipus d'arbres és molt eficient, representa una funció logarítmica. El màxim nombre de comparacions que necessitaríem per saber si un element es troba en un arbre binari de cerca estaria entre log₂(n+1) i n, essent n el nombre de nodes.
La recerca d'un element en un arbre binari de cerca es pot realitzar de dues formes; iterativa o recursiva.
Exemple de versió iterativa al llenguatge de programació C, suposant que estem buscant una clau allotjada en un node on hi ha el corresponent "dada" que necessitem trobar:
```
data
 
search_BST
(
abb
 
t
,
 
key
 
k
)
 
{

 
abb
 
p
;

 
data
 
e
;

 
e
=
NULL
;

 
p
=
t
;

 
if
 
(
!
isNull
(
p
))
 
{

 
while
 
(
!
isNull
(
p
)
 
&&
 
(
p
->
k
!=
k
))
 
{

 
if
 
(
k
 
<
 
p
->
k
)
 
p
 
=
 
p
->
l
;

 
if
 
(
p
->
k
 
<
 
k
)
 
p
 
=
 
p
->
r
;

 
}

 
if
 
(
!
isNull
(
p
)
 
&&
(
p
->
d
!=
NULL
))
 
{

 
e
 
=
 
copyData
(
p
->
d
);
 

 
}
 

 
}

 
return
 
e
;

}

```

Vegeu ara la versió recursiva en aquest mateix llenguatge:
```
int
 
search
(
tTree
 
*
a
,
 
int
 
elem
)
 
{

 
if
 
(
a
 
==
 
NULL
)
 
{

 
return
 
0
;

 
}
 
else
 
if
 
(
a
->
key
 
<
 
elem
)
 
{

 
return
 
search
(
a
->
hRight
,
 
elem
);

 
}
 
else
 
if
 
(
a
->
key
 
>
 
elem
)
 
{

 
return
 
search
(
a
->
hLeft
,
 
elem
);

 
}
 
else
 
{

 
return
 
1
;

 
}

}

```

Un altre exemple, en Python:
```
def
 
search_binary_tree
(
node
,
 
key
):

 
if
 
node
 
is
 
None
:

 
return
 
None
 
# No s'ha trobat

 
if
 
key
 
<
 
node
.
key
:

 
return
 
search_binary_tree
(
node
.
left
,
 
key
)

 
else
 
if
 
key
 
>
 
node
.
key
:

 
return
 
search_binary_tree
(
node
.
right
,
 
key
)

 
else
:

 
return
 
node
.
value

```

En Pascal:
```
Function
 
search
(
T
:
 
ABR
,
 
y
:
 
integer
)
:
 
ABR

begin

 
if
 
(
T
=
nil
)
 
or
 
(
^
T
.
root
=
y
)
 
then

 
search
:=
T
;

 
else

 
if
 
(
^
T
.
root
<
y
)
 
then

 
search
:=
search
(
^
T
.
right
,
y
)
;

 
else

 
search
:=
search
(
^
T
.
left
,
y
)
;

end
;

```

Una especificació en Maude per a l'operació de cerca quedaria de la següent manera:
```
op this? : X$Elt ABB{X} -> Bool .
var R R1 R2 : X$Elt .
vars I D : ABB{X} .
eq this?(R, create) = false .
eq this?(R1, treeBin(R2, I, D)) =
if R1 == R2 then
 true
else
 if R1 < R2 then
 this?(R1, I)
 else
 this?(R1, D)
 end
end .
```

### Inserció
La inserció és similar a la cerca, es pot donar una solució tant iterativa com recursiva.
Si tenim inicialment com a paràmetre un arbre buit, es crea un nou node com a únic contingut l'element a inserir. Si no ho està, es comprova si l'element donat és menor que l'arrel de l'arbre inicial amb el que s'insereix en el subarbre esquerre, i si és major s'insereix en el subarbre dret. D'aquesta manera, les insercions es fan a les fulles.

Evolució de la inserció de l'element "5" en un arbre binari de cerca

Com en el cas de la cerca pot haver diverses variants a l'hora d'implementar la inserció en el ADT (de l'anglès, Abstract Data Type), i és la decisió a prendre quan l'element (o clau de l'element) a inserir ja es troba en l'arbre; pot ser que aquest sigui modificat o que sigui ignorada la inserció.
Aquesta operació modifica l'arbre, perdent la versió anterior d'aquest.
A continuació hi ha les dues versions de l'algorisme amb pseudocodi, iterativa i recursiva, respectivament.
```
PROC InsertarSBT (arbre: Tabba; dada: TElement)
VARIABLES
 nou_node, PAV, pret: Tabba
 nova_clau: Tclau
 elements: TElement
INICI
 nou_node <- NOU (TNodeSBT)
 nou_node^. esquerra <- NUL
 nou_node^. dreta <- NUL
 nou_node^. elem <- dada
 SI SBTBuit(arbre) LLAVORS
 arbre <- nou_node
 EN_CAS_CONTRARI
 nova_clau <- dada.clau
 PAV <- arbre // Punter Avançat
 pret <- NUL // Punter retardat
 MENTRE (PAV <- NUL) FER
 pret <- PAV
 elements = PAV^. elem
 SI (nova_clau < ele.clau) LLAVORS
 PAV <- PAV^. esquerra
 EN_CAS_CONTRARI
 PAV <- PAV^. dreta
 FI_SI
 FI_MENTRE
 elements = pret^. elem
 SI (nova_clau < ele.clau) LLAVORS
 pret^. esquerra <- nou_node
 EN_CAS_CONTRARI
 pret^. dreta <- nou_node
 FI_SI
 FI_SI
FI

```

```
PROC InsertarSBT (arbre: Tabba; dada: TElement)
VARIABLES
 elements: TElement
INICI
 SI (SBTBuit(arbre)) LLAVORS
 arbre <- NOU (TNodeSBT)
 arbre^. esquerra <- NUL
 arbre^. dreta <- NUL
 arbre^. elem <- dada
 EN_CAS_CONTRARI
 elements = InfoSBT (arbre)
 SI (dada.clau < ele.clau) LLAVORS
 InsertarSBT (arbre^. esquerra, dada)
 EN_CAS_CONTRARI
 InsertarSBT (arbre^. dreta, dada)
 FI_SI
 FI_SI
FI

```

Es pot apreciar la simplicitat que ofereix la versió recursiva; aquest algorisme és la traducció en C. L'arbre és passat per referència perquè els nous enllaços als subarbre mantinguin la coherència.
```
void
 
insert
(
tTree
 
**
a
,
 
int
 
elem
)
 
{

 
if
 
(
*
a
 
==
 
NULL
)
 
{

 
*
a
 
=
 
(
tTree
 
*
)
 
malloc
(
sizeof
(
tTree
));

 
(
*
a
)
->
key
 
=
 
elem
;

 
(
*
a
)
->
hLeft
 
=
 
NULL
;

 
(
*
a
)
->
hRight
 
=
 
NULL
;

 
}
 
else
 
if
 
((
*
a
)
->
key
 
<
 
elem
)
 
{

 
insert
(
&
(
*
a
)
->
hRight
,
 
elem
);

 
}
 
else
 
if
 
((
*
a
)
->
key
 
>
 
elem
)
 
{

 
insertar
(
&
(
*
a
)
->
hLeft
,
 
elem
);

 
}

}

```

Exemple en Python:
```
def
 
binary_tree_insert
(
node
,
 
key
,
 
value
):

 
if
 
node
 
is
 
None
:

 
return
 
TreeNode
(
None
,
 
key
,
 
value
,
 
None
)

 
if
 
key
 
==
 
node
.
key
:

 
return
 
TreeNode
(
node
.
left
,
 
key
,
 
value
,
 
node
.
right
)

 
if
 
key
 
<
node
.
key
:

 
return
 
TreeNode
(
binary_tree_insert
(
node
.
left
,
 
key
,
 
value
),
 
node
.
key
,
 
node
.
value
,
 
node
.
right
)

 
else
:

 
return
 
TreeNode
(
node
.
left
,
 
node
.
key
,
 
node
.
value
,
 
binary_tree_insert
(
node
.
right
,
 
key
,
 
value
))

```

Un altre exemple en Pascal:
```
Procedure
 
Insertion
(
var
 
T
:
ABR
,
 
y
:
integer
)

var

 
last_node
:
ABR
;

 
current_node
:
ABR
;

 
new_node
:
ABR
;

begin

 
last_node
:=
nil
;

 
current_node
:=
T
;

 
while
 
(
current_node
<>
nil
)
 
do

 
begin

 
last_node
:=
current_node
;

 
if
 
(
current_node
^.
root
<
y
)
 
then

 
current_node
:=
current_node
^.
right

 
else

 
current_node
:=
current_node
^.
left
;

 
end
;

 
new
(
new_node
)
;

 
^
new_node
.
root
:=
y
;

 
^
new_node
.
left
:=
nil
;

 
^
new_node
.
right
:=
nil
;

 
if
 
last_node
=
nil
 
then

 
T
:=
new_node

 
else

 
if
 
last_node
^.
root
<
y
 
then

 
last_node
^.
right
:=
new_node

 
else

 
last_node
^.
left
:=
new_node
;

end
;

```

Vegeu també un exemple d'algorisme recursiu d'inserció en un BST en el llenguatge de programació Maude:
```
op insert : X$Elt BST{X} -> BSTNV{X} .
var R R1 R2 : X$Elt .
vars I D : BST{X} .
eq insert(R, create) = treeBin(R, create, create) .
eq insert(R1, treeBin(B2, I, D)) =
if R1 < R2 then
 treeBin(R2, insert(R1, I), D)
else
 treeBin(R2, I, insert(R1, D))
end .
```

L'operació d'inserció requereix, en el pitjor dels casos, un temps proporcional a l'altura de l'arbre.

### Esborrat
L'operació d'esborrat no és tan senzilla com les de recerca i inserció. Hi ha diversos casos a tenir en consideració:
- Esborrar un node sense fills o node fulla : simplement s'esborra i s'estableix a nul l'apuntador del seu predecessor.

Node d'esborrar 74

- Esborrar un node amb un subarbre fill : s'esborra el node i s'assigna el seu subarbre fill com subarbre del seu predecessor.

Node d'esborrar 70

- Esborrar un node amb dos subarbres fill : la solució està en reemplaçar el valor del node pel del seu predecessor o pel del seu successor en inorder i posteriorment esborrar aquest node. El seu predecessor en inorder serà el node més a la dreta del seu subarbre esquerre (major node del subarbre esquerre), i el seu successor el node més a l'esquerra del seu subarbre dret (menor node del subarbre dret). En la següent figura es mostra com existeix la possibilitat de realitzar qualsevol dels dos reemplaçaments:

Node d'esborrar 59

El següent algorisme en C realitza l'esborrament en un BST. El procediment replace busca la major clau del subarbre esquerre i l'assigna al node a eliminar.
```
void
 
replace
(
tTree
 
**
a
,
 
tTree
 
**
aux
);
 
/*Prototip de la funció replace */

void
 
remove
(
tTree
 
**
a
,
 
int
 
elem
)
 
{

 
tTree
 
*
aux
;

 
if
 
(
*
a
 
==
 
NULL
)
 
return
;

 
if
 
((
*
a
)
->
key
 
<
 
elem
)

 
remove
(
&
(
*
a
)
->
hRight
,
 
elem
);

 
else
 
if
 
((
*
a
)
->
key
 
>
 
elem
)

 
remove
(
&
(
*
a
)
->
hLeft
,
 
elem
);

 
else
 
if
 
((
*
a
)
->
key
 
==
 
elem
)

 
{

 
aux
 
=
 
*
a
;

 
if
 
((
*
a
)
->
hLeft
==
 
NULL
)

 
*
a
 
=
 
(
*
a
)
->
hRight
;

 
else
 
if
 
((
*
a
)
->
hRight
==
 
NULL
)

 
*
a
 
=
 
(
*
a
)
->
hLeft
;

 
else

 
replace
(
&
(
*
a
)
->
hLeft
,
 
&
aux
);

 
free
(
aux
);

 
}

}

void
 
replace
(
tTree
 
**
a
,
 
tTree
 
**
aux
)
 
{

 
if
 
((
*
a
)
->
hRight
 
==
 
NULL
)
 
{

 
(
*
aux
)
->
key
 
=
 
(
*
a
)
->
key
;

 
*
aux
 
=
 
*
a
;

 
*
a
 
=
 
(
*
a
)
->
hLeft
;

 
}
 
else

 
replace
(
&
(
*
a
)
->
hRight
,
 
aux
);

}

```

Un altre exemple en Pascal.
```
Procedure
 
Remove
(
var
 
T
:
ABR
,
 
x
:
ABR
)

var

 
aRemove
:
ABR
;

 
previous
:
ABR
;

 
current
:
ABR
;

 
descendent
:
ABR
;

begin

 
if
 
(
^
x
.
left
=
nil
)
 
or
 
(
^
x
.
right
=
nil
)
 
then

 
aRemove
:=
x
;

 
else

 
aRemove
:=
successor
(
T
,
x
)
;

 
current
:=
T
;

 
previous
:=
nil
;

 
while
 
(
current
<>
aRemove
)
 
do

 
begin

 
previous
:=
current
;

 
if
 
(
^
current
.
root
<^
aRemove
.
root
)
 
then

 
current
:=^
current
.
right
;

 
else
 

 
current
:=^
current
.
left
;

 
end
;

 
if
 
(
^
current
.
left
=
nil
)
 
then

 
descendent
:=^
current
.
right
;

 
else

 
descendent
:=^
current
.
left
;

 
if
 
(
previous
=
nil
)
 
then

 
T
:=
descendent
;

 
else
 

 
if
 
(
^
previous
.
root
<^
current
.
root
)
 
then

 
^
previous
.
right
:=
descendent
;

 
else

 
^
previous
.
left
:=
descendent
;

 
if
 
(
aRemove
<>
x
)
 
then

 
^
x
.
root
:=^
aRemove
.
root
;

 
free
(
aRemove
)
;

end
;

```

Vegeu també un exemple d'algorisme recursiu de supressió en un BST en el llenguatge de programació Maude, considerant els generadors create i treeBin. Aquesta especificació fa ús de la component clau a partir de la qual s'ordena l'arbre.
```
op delete : X$Elt BST{X} -> BST{X} .
vars R M : X$Elt .
vars I D : ABB{X} .
vars INV DNV : ABBNV{X} .
ops max min : TreeBin{X} -> X$Elt .
eq min(treeBin(R, create, D)) = R .
eq max(treeBin(R, I, create)) = R .
eq min(treeBin(R, INV, D)) = min(INV) .
eq max(treeBin(R, I, DNV)) = max(DNV) .
eq delete(M, create) = create .
ceq delete(M, treeBin(R, create, D)) = D if M == key(R) .
ceq delete(M, treeBin(R, I, create)) = I if M == key(R) .
ceq delete(M, treeBin(R, INV, DNV)) = treeBin(max(INV), delete(key(max(INV)), INV), DNV) if M == key(R) .
ceq delete(M, treeBin(R, I, D)) = treeBin(R, delete(M, I), D) if M < key(R) .
ceq delete(M, treeBin(R, I, D)) = treeBin(R, I, delete(M, D)) if key(R) < M .
```

### Altres Operacions
Una altra opereció seria per exemple comprovar que un arbre binari és un arbre binari de cerca.
La seva implementació en Maude és la següent:
```
op isBST? : BST{X} -> Bool .
var R : X$Elt .
vars I D : BST{X} .
eq isBST?(create) = true .
eq isBST?(treeBin(R, I, D)) = (Max(I) < R) and (Min(D) > R) and (isBST?(I)) and (isBST?(D)) .
```

### Recorreguts
Es pot fer un recorregut d'un arbre en profunditat o en amplada.
Els recorreguts en amplada són per nivells, es realitza horitzontalment des de l'arrel a tots els fills abans de passar a la descendència d'algun dels fills.
El recorregut en profunditat porta al camí des de l'arrel cap al descendent més llunyà del primer fill i després continua amb el fill.
Una propietat dels BST és que en fer un recorregut en profunditat inorder obtenim els elements ordenats de forma ascendent.
Resultat de fer el recorregut a:

Exemple arbre binari de cerca

 Inorder  = [6, 9, 13, 14, 15, 17, 20, 26, 64, 72].
 Preorder  = [15, 9, 6, 14, 13, 20, 17, 64, 26, 72].
 Postorder  = [6, 13, 14, 9, 17, 26, 72, 64, 20, 15].

## Tipus d'arbres binaris de cerca
Hi ha diversos tipus d'arbres binaris de cerca. Els arbre AVL, arbres vermell-negre, són arbres autobalancejables. Els arbres bisellats són arbres també autobalancejables amb la propietat que els elements accedits recentment s'accediran més ràpid en posteriors accessos. Al monticle, com en tots els arbres binaris de cerca, cada node pare té un valor major que els seus fills i a més és complet, és a dir que tots els nivells estan plens amb excepció de l'últim, que pot no estar-ho.
Dues maneres de configurar un arbre binari de cerca podria ser com un arbre complet o degenerat.
Un arbre complet és un arbre amb "n" nivells, on cada nivell d és menor o igual que n-1, el nombre de nodes existents en el nivell "d" és igual que 2d. Això vol dir que tots els possibles nodes existeixen en aquests nivells, no hi ha cap forat. Un requeriment addicional per a un arbre binari complet és que per al nivell "n", els nodes han d'estar ocupats d'esquerra a dreta, i no hi podrà haver un forat a l'esquerra d'un node ocupat.
Un arbre degeneratiu és un arbre que, per a cada node pare, només hi ha associat un node fill; es comporta com una llista enllaçada.

## Comparació de rendiment
D. A. Heger (2004) realitzà una comparació entre els diferents tipus d'arbres binaris de cerca per trobar quin tipus ens donaria el millor rendiment per a cada cas. Els monticles es troben com el tipus d'arbre binari de cerca que millor resultat mitjana dona, mentre que els arbres vermell-negre els que menor rendiment mitjà ens aporten.

### Arbre binari de cerca òptim
Si no es pretén planificar un arbre binari de cerca, i sabem exactament amb quina freqüència serà visitat cada element, es pot construir un arbre binari de cerca òptim amb l'objectiu de que la mitjana de despesa generada a l'hora de buscar un element sigui minimitzada. Assumint que coneixem els elements i en quin nivell està cada un, també coneixem la proporció de futures recerques que es faran per trobar aquest element. Si és així, podem utilitzar una solució basada en la programació dinàmica. En canvi, de vegades només tenim l'estimació dels costos de recerca, com passa amb els sistemes que ens mostren el temps que ha necessitat per a realitzar una cerca. Un exemple, si tenim un BST de paraules usat en un corrector ortogràfic, s'hauria d'equilibrar l'arbre basat en la freqüència que té una paraula en el Corpus lingüístic, desplaçant paraules molt freqüents a prop de l'arrel i paraules menys freqúents a prop de les fulles. Un arbre com a tal podria ser comparat amb els arbres Huffman que tracten de trobar elements que són accedits freqüentment a prop de l'arrel per produir una densa informació; de tota manera, els arbres Huffman només poden guardar elements que contenen dades en les fulles i aquests elements no necessiten ser ordenats.
Arbres alfabètics són arbres Huffman amb una restricció d'ordre addicional o cosa que és el mateix, arbres de cerca amb modificació tal que tots els elements són emmagatzemats a les fulles.